# Prades-d'Aubrac
 Prades-d'Aubrac  (en occitano Pradas) es una población y comuna francesa, situada en la región de Mediodía-Pirineos, departamento de Aveyron, en el distrito de Rodez y cantón de Saint-Geniez-d'Olt.

## Demografía
| 811 | 692 | 557 | 511 | 438 | 402 |
| Para los censos de 1962 a 1999 la población legal corresponde a la población sin duplicidades (Fuente: INSEE [Consultar]) |     |     |     |     |     |